# Sing for the Moment
"Sing for the Moment" is een single van rapper Eminem, afkomstig van zijn album The Eminem Show. De track is geschreven en geproduceerd door Eminem zelf, en was een commercieel succes. Het nummer bevat elementen van "Dream On" van rockgroep Aerosmith. Steven Tyler zingt het refrein en Joe Perry is verantwoordelijk voor de gitaarsolo aan het eind. "Sing For The Moment" wordt gezien als lyrisch één van de beste nummers van Eminem.

## Achtergrond
"Sing For The Moment" beschrijft het effect van rapmuziek op de maatschappij. Volgens Eminem wordt hij totaal verkeerd begrepen door critici en ouders. Het nummer is een antwoord op al het commentaar dat Eminem kreeg omdat hij de jeugd aan zou zetten tot geweld. Hij stelt dat zijn muziek een manier is om verveling en depressie tegen te gaan.
De video van de track bestaat vooral uit beelden van een concert van Eminem.
"Sing For The Moment" kwam eind 2005 op de compilatie cd van Eminem, genaamd Curtain Call: The Hits.

## Charts
| Chart                           | Hoogste positie |
| ------------------------------- | --------------- |
| Australische ARIA Single Top 50 | 5               |
| Belgische Ultratop 50           | 6               |
| Deense Single Top 40            | 4               |
| Duitse Single Top 100           | 5               |
| Engelse Single Top 75           | 6               |
| Finse Single Top 20             | 5               |
| Franse Single Top 100           | 28              |
| Ierse Single Top 50             | 3               |
| Italiaanse Single Top 50        | 5               |
| Nederlandse Top 40              | 10              |
| Nieuw-Zeeland Single Top 40     | 5               |
| Noorse Single Top 20            | 10              |
| Oostenrijkse Single Top 75      | 7               |
| United World Chart              | 3               |
| VS Billboard Hot 100            | 14              |
| Zweedse Single Top 60           | 11              |
| Zwitserse Single Top 100        | 8               |

### NPO Radio 2 Top 2000
| Nummer met noteringen in de NPO Radio 2 Top 2000 | '22  | '23  | '24  |
| ------------------------------------------------ | ---- | ---- | ---- |
| Sing for the Moment                              | 1199 | 1131 | 1225 |

1. ↑  Een vetgedrukt getal geeft de hoogste notering aan.
2. ↑  2022 was het eerste jaar met een notering voor dit nummer.